# L'Ombre des autres
L'Ombre des autres est un roman de Nathalie Rheims paru en 2006.

## Résumé
Dans le monde du spiritisme et de la magie commence une étrange histoire d’amour. Survivra-t-elle à la menace des Autres ?
Fin du XIXe siècle. Le vieux monde disparaît, emporté par les progrès fulgurants des sciences et des techniques. Une ère de promesses et d’incertitude s’ouvre. Les valeurs, les croyances sont réinventées, dans une quête de plus en plus intense. Au rationalisme se mêle un engouement pour le paranormal, pour l’exploration de l’esprit humain et le dialogue avec l’au-delà. Tess est une jeune chercheuse en médecine à la Salpêtrière, auprès du professeur Charcot. Une lettre va l’arracher à son univers familier et l’entraîner dans un tourbillon où toutes ses certitudes seront bouleversées : son oncle, Émile, lui demande de le rejoindre dans le Nord de l’Angleterre, pour s’occuper de sa tante, Blanche, atteinte de troubles étranges. Mais ses connaissances scientifiques se révèlent bientôt insuffisantes. Les phénomènes inexplicables se multiplient. Autour du manoir, dans l’ombre, des groupes spirites et religieux tissent leur toile, où Tess pourrait bien se retrouver prisonnière. Pourquoi s’intéressent-ils tant à elle ? Et pourquoi, finalement, Émile l’a-t-il fait venir ? Lui a-t-il dit toute la vérité ? C’est ce que le lecteur, en même temps qu’elle, et gagné par le même envoûtement, découvrira peu à peu, au fil de ce roman initiatique. Il l’emmènera aux confins de la vie et de la mort, où attendent les Autres. L’amour est au bout. Mais que peut-on savoir de leur amour ? En lui se tient peut-être le secret ultime, la dernière étape de la traversée des apparences.

## Commentaires
Depuis son premier roman, L'Un pour l'autre, et jusqu'au cercle de Megiddo, Nathalie Rheims écrit sur les relations secrètes entre le visible et l'invisible. L'Ombre des autres est son huitième livre.

## Adaptation cinématographique
- L'Ombre des autres devait être porté à l’écran par Bruno Aveillan, avec Mylène Farmer dans le rôle principal. Le film devait être produit par la société de Nathalie Rheims créée après la mort de Claude Berri et Stéphane Célérier de Mars Films. Après la mort de Claude Berri, Nathalie Rheims déclare que le projet d'adaptation ne se fera pas.